# متحف بلباو للفنون الجميلة

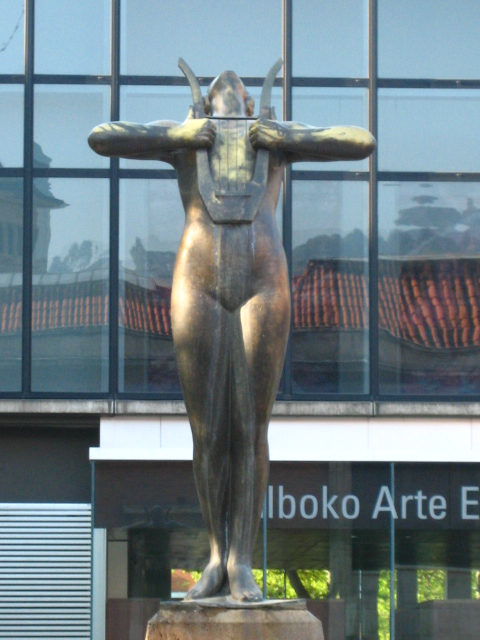
منحوتة فرانسيسكو دوريو دي موديرون في مدخل متحف بلباو للفنون الجميلة لخوان كريسستومو أرياغا.

متحف بلباو للفنون الجميلة (بالإسبانية:Museo de Bellas Artes) يقع في مدينة بلباو في شمالي إسبانيا. وحاليا يعد من أهم متاحف المنحوتات واللوحات في البلاد. يقع مبنى المتحف بكامله داخل حديقة دونيا كاسيلدا اتوريسار.

## تاريخ
نشأت المجموعة الحالية لمحتويات متحف بلباو للفنون الجميلة من دمج مجموعة موزيو دي بيليس آرتيس الذي افتتح في العام 1914 وموزيو دي أرتي موديرنو (متحف الفن الحديث) في 1924.
فيما مثلت المساهمات من المؤسسات المحلية ومن الأفراد إضافة إلى مقتنيات المتحف الخاصة عنصرا أساسيا في وضع المتحف وفي نمو مقتنياته لاحقا.

## المجموعة
يحتوي متحف بلباو للفنون الجميلة حاليا على ما يزيد عن 6000 عمل يتراوح ما بين لوحات وتماثيل ورسومات ونقوش ومجسمات من فنون الديكور.

## المقتنيات الأساسية

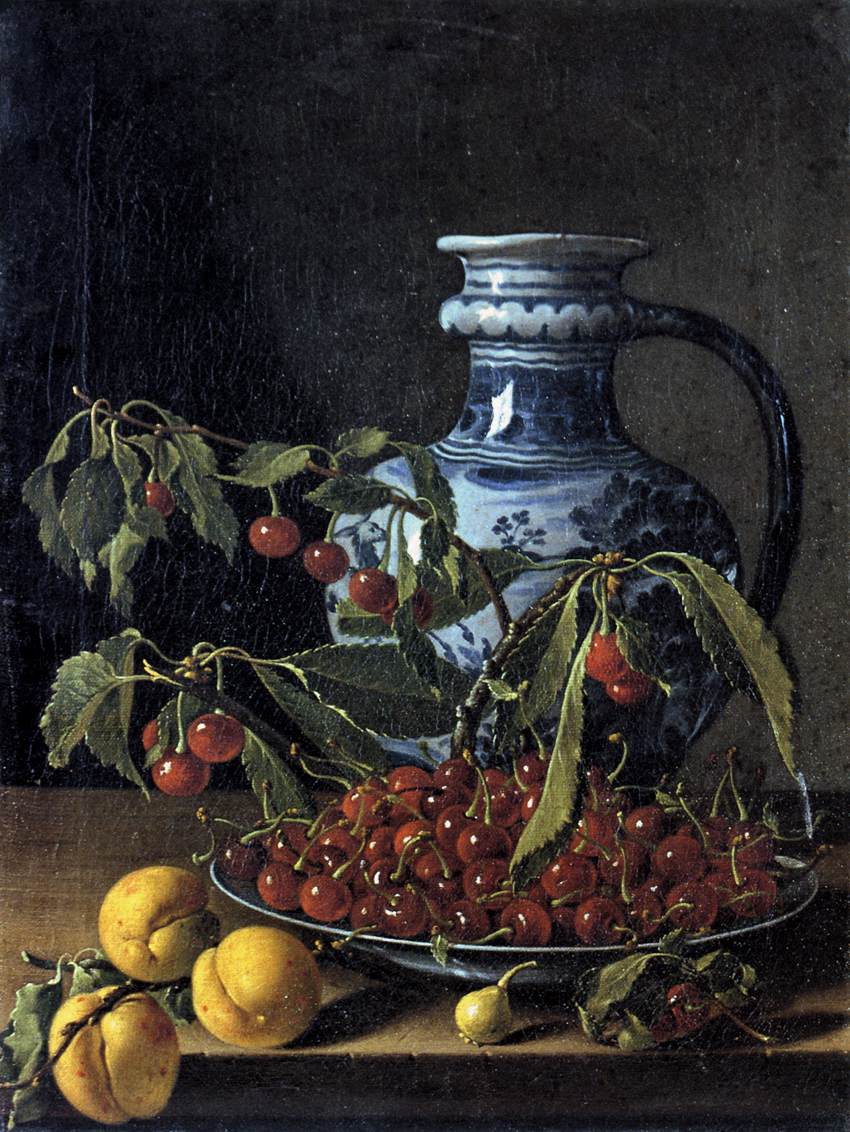
Still-Life with Fruit and a Jar للويس أوجينيو ميليندز

- Village Girl with Red Carnation لأدولفو غوايارد (1903)
- Figures in a Landscape لألبيرتو سانشيز (1960 -1962)
- Pietà at the Foot of the Cross, fragment لأمبروسيوس بينسون (1530)
- Descent and The Flood or Noah's Ark - last third of 13th century (مجهولة - كتلونيا)
- Lamentation over the Dead Christ أنتوني لأنتوني فان ديك (1634 - 1640)
- Great Oval or Painting  لأنتوني تابيس 1955
- Portrait of Philip II أنتونيس مور لأنتونيس مور (1549 - 1550)
- The Bridge at Burceña لأوريليو أرتيتا (1925 - 1930)
- Flagellation of Saint Engracia  لباتولومي بيرميخو (1474-1478)
- St. Lesmes لبارتولومي استيبان موريلو 1655
- Landscape with Palace or Architectural Capriccio with Palace لبيرناردو بيللوتو 1765-1766
- Around the Vacuum I لإدواردو شيليدا 1964
- The Annunciation  لإلغريكو 1596-1600
- Lying Figure in Mirror لفرانسيس بيكون 1971.
- Portrait of Martín Zapater  لفرانسيسكو غويا 1797

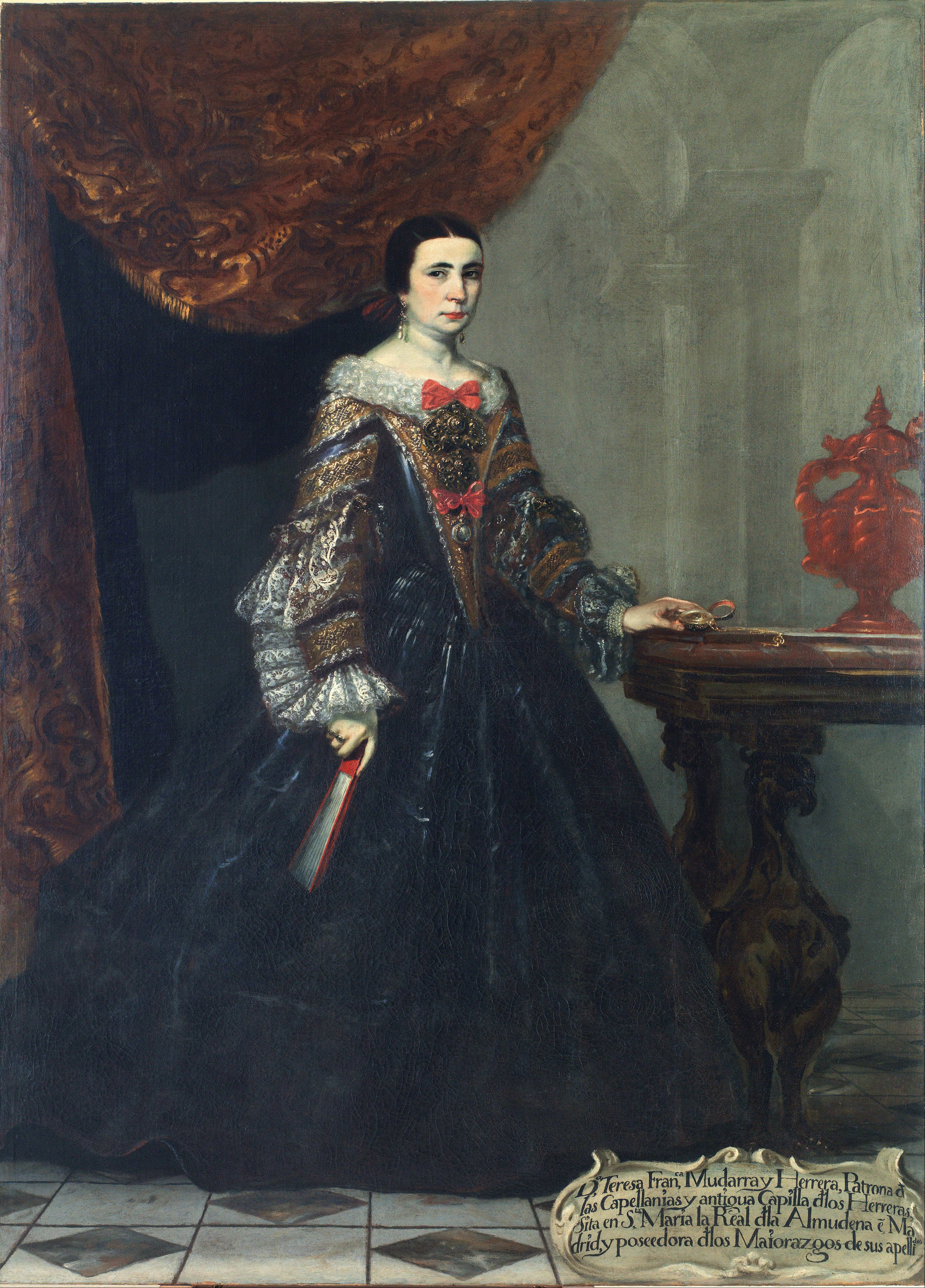
بورتريه لتيريزا فرانسيسكا مودار من رسم كلاوديو كويللو

- The Virgin with the Child Jesus and the Child St. John لفرانسيسكو زورباران 1662
- Portrait of Countess Mathieu de Noailles لإغناسيو زولواغا 1913
- The Relic لخواكين سورويا 1893
- Portrait of an armed Gudari لخورخي أوتيسا 1975
- Washerwomen in Arles لبول غوغان 1888
- Nude Woman Reading  روبير دولونا 1920
- Bathers  لبول سيزان 1896-1898
- Le Chasseur لأوسكار دومينغز 1933
- Lot and his Daughters لأوراتسيو جينتيليسكي 1928
- Woman seated with a child in her arms لماري كاسيت
- View of the Arenal at Bilbao للويس إغيديو ملينديز 1783-1784
- St. Sebastian cured by the Holy Women لجوزيبي ريبيرا 1621

## وصلات خارجية
- موقع المتحف الإلكتروني